# Astroblepus fissidens
Astroblepus fissidens är en fiskart som först beskrevs av Regan, 1904.  Astroblepus fissidens ingår i släktet Astroblepus och familjen Astroblepidae. Inga underarter finns listade.